# Interstadiál
Interstadiál je částečně teplejší období v glaciálu. Mezi dvěma interstadiály starším a mladším probíhalo období studeného podnebí, stadiál. Interstadiál měl výrazně vyšší průměrnou teplotu než stadiál, ale v porovnaní s dneškem se vyznačoval nižšími teplotami. Průměrná teplota v období čtvrtohorního zalednění se v oblastech Evropy v době interstadiálu pohybovala kolem 2 - 3 °C.